# Bang Khu Rat
Bang Khu Rat (tiếng Thái: บางคูรัด, phát âm [bāːŋ kʰūː rát]) là một trong tám phó huyện (tambon) của huyện Bang Bua Thong, ở tỉnh Nonthaburi, Thái Lan. Phó huyện xung quanh (theo chiều kim đồng hồ) là Phimon Rat, Bang Rak Phatthana, Bang Mae Nang, Ban Mai, Nong Phrao Ngai và Thawi Watthana. Vào năm 2020 tổng dân số ở đây là 40.360 người.

## Phân cấp hành chính

### Hành chính trung tâm
Phó huyện được chia thành 10 làng (muban).
| No.  | Tên                                          | Tiếng Thái                        |
| ---- | -------------------------------------------- | --------------------------------- |
| 01.  | Ban Plai Khlong Bang Khu Rat                 | บ้านปลายคลองบางคูรัด                 |
| 02.  | Ban Nong Nok Faek (Ban Nok Faek)             | บ้านหนองนกแฝก (บ้านนกแฝก)           |
| 03.  | Ban Nong Sano                                | บ้านหนองโสน                        |
| 04.  | Ban Nong Kradi                               | บ้านหนองกระดี่                       |
| 05.  | Ban Nong Ai Prong                            | บ้านหนองอ้ายปรง                     |
| 06.  | Ban Lat Krachet (Ban Bang Khu Rat)           | บ้านลาดกระเฉด (บ้านบางคูรัด)          |
| 07.  | Ban Rang Lako                                | บ้านรางละกอ                        |
| 08.  | Ban Nong Phak Top (Ban Tem Rak)              | บ้านหนองผักตบ (บ้านเต็มรัก)            |
| 09.  | Ban Khlong Ta Chom                           | บ้านคลองตาชม                       |
| 010. | Ban Plai Khlong Nai Lik (Ban Khlong Nai Lik) | บ้านปลายคลองนายหลีก (บ้านคลองนายหลีก) |

### Hành chính địa phương
Toàn bộ khu vực phó quận được phủ bằng thị trấn Bang Khu Rat (tiếng Thái: เทศบาลเมืองบางคูรัด).